# Eva Dieterich
Eva Dieterich (29 de marzo de 1999) es una deportista alemana que compite en atletismo, especialista en las carreras de fondo. Ganó dos medallas de plata en el Campeonato Europeo de Atletismo en Ruta de 2025, en las pruebas de 10 km y 10 km por equipo.

## Palmarés internacional
| Campeonato Europeo en Ruta | Campeonato Europeo en Ruta | Campeonato Europeo en Ruta | Campeonato Europeo en Ruta |
| Año                        | Lugar                      | Medalla                    | Prueba                     |
| -------------------------- | -------------------------- | -------------------------- | -------------------------- |
| 2025                       | Bruselas/Lovaina (Bélgica) | Medalla de plata           | 10 km                      |
| 2025                       | Bruselas/Lovaina (Bélgica) | Medalla de plata           | 10 km por equipo           |